# Аритомо Гото
Аритомо Гото (јап. 五藤 存知; 23. јануар 1888 — 12. октобар 1942) је био вицеадмирал Јапанске царске морнарице током Другог светског рата.

## Рани период
Гото је рођен у префектури Ибараки 1888. године. Дипломирао је на јапанској царској поморској академоји 1910. године - 38. класа, као 30. у класи од 149 кадета. Као подофицир служи на крстарици Касаги и бојном броду Сацума. По унапређењу у чин  (еквивалент: потпоручник) 1911. године, он је пребачен на бојни брод Ивами, а затим на матични брод за подморнице Тојохаши.
Након унапређења у чин  (еквивалент: поручник корвете) 1913. године, Гото служи на разарачу Муракумо. Током Првог светског рата, он је послат на јужни Пацифик ради извиђања, а касније је члан посаде крстарице Чикума. По унапређењу у чин  (еквивалент: поручник фрегате) 1917. године, он служи на бојном крсташу Конго, разарачу Таниказе и оклопном крсташу Јакумо.
Као Lieutenant Commander (еквивалент: поручник бојног брода) од 1923. године, Гото командује разарачима: Цута, Ураказе, Нумаказе, Ноказе, Узуки и Надаказе. Након унапређења у чин  (еквивалент: капетан корвете) 1928. године, он је командант разарача Уранами, разарача Мацуказе, 27. флотиле разарача и 5. флотиле разарача.
Гото је унапређен у чин Captain (еквивалент: капетан фрегате) 15. новембра 1933. године, и преузима команду над 10. флотилом разарача, а након тога командује крстарицама Нака, Атаго, Чокаи и бојним бродовима Муцу и Јамаширо.
Гото постаје контраадмирал 15. новембра 1939. године, и преузима команду над 2. дивизијом крстарица. Дана, 10. септембра 1941. године, он постаје командант 6. дивизије крстарица, коју су чиниле крстарице Аоба (заставни брод), Фурутака, Кинугаса и Како.

## Други светски рат
Дана, 23. децембра 1941. године, 6. дивизија крстарица помаже другом јуришу на острво Вејк, у коме јапанске трупе освајају острво након жестоке битке за острво Вејк. У мају 1942. године, из 6. дивизије крстарица, Гото формира снаге за подршку, које обезбеђују заштиту, заједно са лаким носачем авиона Шохо, за операцију „МО“, укључујући и искрцавање на Тулагију и покушај напада на Порт Морсби - Нова Гвинеја, што доводи до Битке у Коралном мору. Током битке, амерички авиони нападају и потапају носач авиона Шохо Шохо, док су Готове крстарице биле исувише далеко удаљене да би пружиле адекватну против-авионску заштиту носачу авиона.
Оперишући из Кавиенга - Нова Ирска, и Рабаула - Нова Британија, 6. дивизија крстарица адмирала Готоа, учествује у јапанским поморским операцијама током првих месеци Гвадалканалске кампање. Шеста дивизија крстарица, заједно са другим јапанским ратним бродовима, а под свеобухватном командом адмирала Микаве, учествује 8. августа 1942. године у бици код острва Саво, где су потопљене четири савезничке тешке крстарице. Међутим, приликом повратка ка Кавиенгу, торпедована је и потопљена крстарица Како. Дана, 11. октобра 1942. године, остале три крстарице 6. дивизије приближавају се Гвадалканалу ради ноћног бомбардовања савезничког аеродрома „Хендерсеново поље“ као и заштита већем „Токио Експрес“ транспорту, који је требало то вече да се искрца на Гвадалканал. Снаге адмирала Готоа су изненађене од стране савезничких крстарица и разарача под командом контраадмирала Скота. У настало бици код рта Есперанс, Гато је смртно рањен на крстарици Аоба, и умире нешто касније 12. октобра 1942. године.